# Аралагаш
Аралага́ш (каз. Аралағаш) — село у складі Аккайинського району Північноказахстанської області Казахстану. Адміністративний центр Аралагаського сільського округу.
Населення — 324 особи (2021; 465 у 2009, 740 у 1999, 992 у 1989).
Національний склад станом на 1989 рік:
- казахи — 100 %.

До 16 серпня 1971 року село називалось Тонкеріс.